# Guarapari

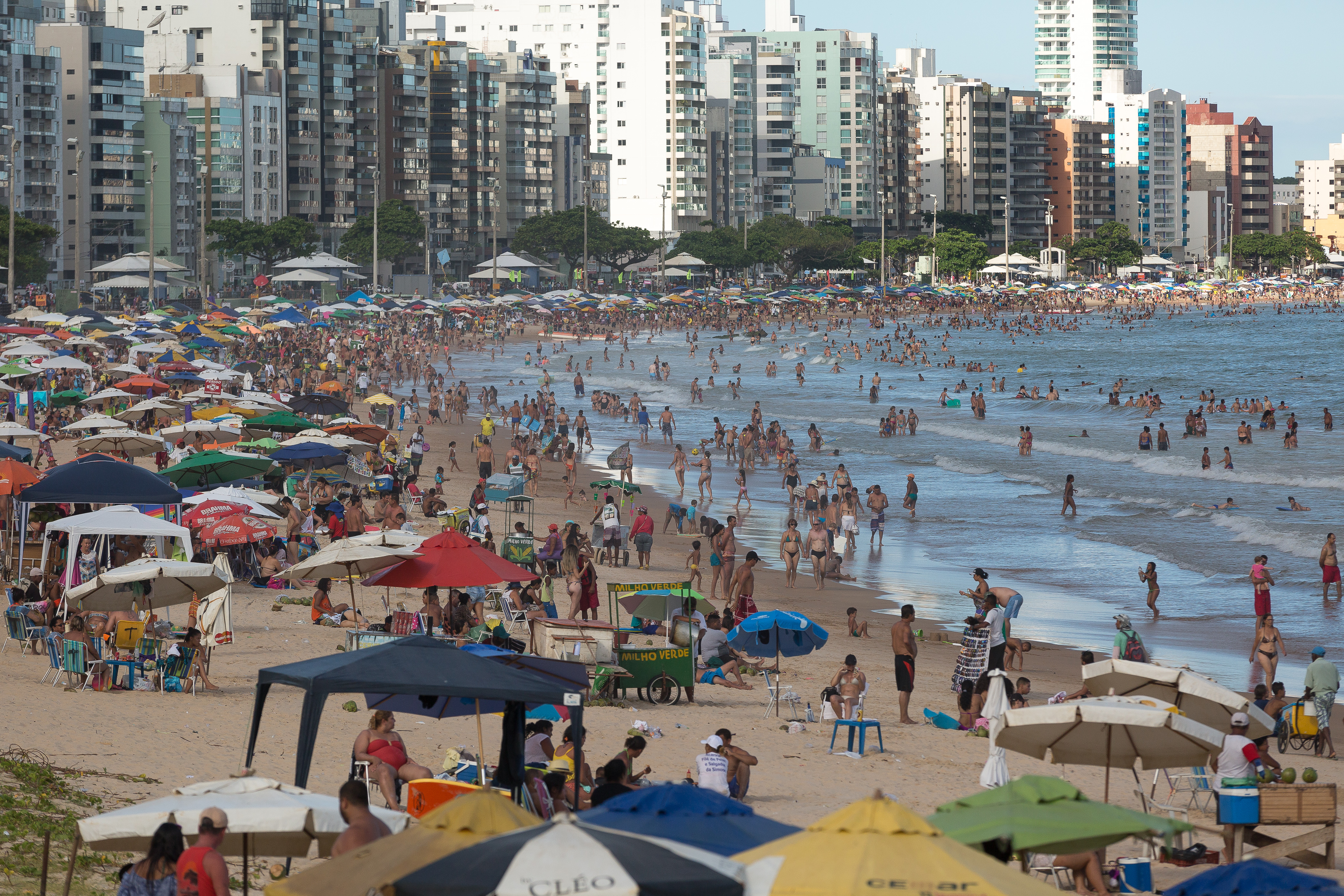
Guarapari, Espírito Santo.

Guarapari es un municipio del estado del Espíritu Santo, en Brasil. Su población en 2013 por el censo del Instituto Brasileño de Geografía y Estadística era de 116 278 habitantes. Su distancia hasta Vitória es de 51 kilómetros; y hasta Brasilia, 1264 kilómetros.

## Topónimo
El topónimo "Guarapari" es de origen indígena donde "Guara" se refiere al ave de plumaje roja Guará, y "parim" se refiere al arma utilizada por los pueblos indígenas locales para la caza del animal, que era muy común en la región. Con el tiempo, se pasó a adoptar el nombre "Guarapari" en lugar de "Guaraparim", pues el primero era más utilizado.[cita requerida]

## Geografía
La ciudad, así como toda la región céntrica del Espíritu Santo, posee varios afloramientos graníticos y muchas ensenadas y bahías protegidas. La sede de la ciudad es a nivel del mar, pero, gracias a la proximidad con la región serrana del estado, algunos distritos de la ciudad llegan a mil metros de altitud.[cita requerida]

## Cultura y ocio

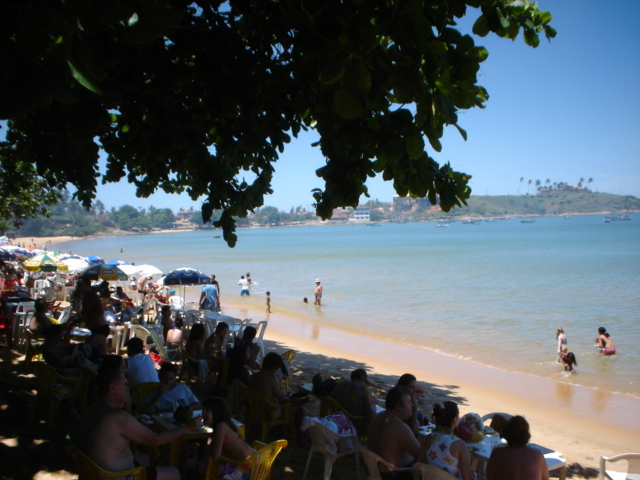
Playa de Meaípe, Guarapari, Espíritu Santo, Brasil

### Cultura culinaria
De entre todos los atractivos turísticos de Guarapari, la culinaria capixaba merece una atención especial. De los varios platos basados en frutos del mar, se destacan la moqueca capixaba, la torta capixaba y la carangrejada.[cita requerida]
De fama internacional, la moqueca capixaba es el plato más conocido de la culinaria de Espíritu Santo. El nombre "moqueca" designa un estilo de preparar el alimento que consiste en el cocimiento sin agua sólo con los vegetales y frutos del mar. Al contrario de la moqueca baiana, la capixaba no lleva aceite de palma ni leche de coco.[cita requerida]
La torta capixaba, preparada con varios frutos del mar, como callinectes , camarón, ostra y sururu, además de bacalao y palmito. El plato es tradicionalmente consumido durante la Semana Santa en todas casas capixabas.[cita requerida]

### Turismo
Principal ciudad turística de Espíritu Santo, Guarapari atrae diversos turistas de todo el mundo gracias a sus bellezas naturales y a las arenas monazíticas (radiactivas), con virtudes supuestamente terapéuticas, a pesar de que los beneficios en el tratamiento de artritis o reumatismo no tengan comprobación científica. Con más de 30 playas y buena red hotelera, llega a atraer 700 000 turistas en el verano, siendo que, en 1994, la ciudad recibió 1 500 000 turistas, enfrentando graves problemas en el abastecimiento de energía y agua, habiendo sido, sin embargo, realizadas medidas que resolvieron el problema. [cita requerida]
El municipio posee clubes acuáticos, además de acuarios, exposiciones marinas, playas y paseos de buceo.